# Christian-Guillaume de Schwarzbourg-Sondershausen
Titre
Prince de Schwarzbourg-Sondershausen
3 septembre 1697 – 10 mai 1721
(23 ans, 8 mois et 7 jours)
Christian Guillaume Ier de Schwarzbourg, né le 6 janvier 1647 et mort le 10 mai 1721, est comte et plus tard prince de Schwarzbourg-Sondershausen, comte de Hohenstein, seigneur de Sondershausen, Arnstadt et Leutenberg. À partir de 1681, il porte également le titre de comte à Ebeleben, et à partir de 1716 comte d'Arnstadt.

## Biographie
Christian-Guillaume est né et mort à Sondershausen. Il est fils du comte Antoine-Gonthier Ier de Schwarzbourg-Sondershausen et son épouse la comtesse palatine Marie-Madeleine de Birkenfeld (1622-1689).
En 1666, il succède à son père, conjointement avec son frère Antoine-Gonthier II de Schwarzbourg-Sondershausen-Arnstadt. En 1681, ils divisent le pays et Antoine-Gonthier devient comte de Schwarzbourg-Arnstadt. Le 3 septembre 1697, les frères sont élevés au rang de Prince du Saint-Empire par l'empereur Léopold Ier. Antoine-Gonthier meurt sans enfants en 1716 et Arnstadt revient à Christian Guillaume.
Il conclut un traité de la succession de son frère, dans laquelle le principe de l'indivisibilité de Schwarzbourg-Sondershausen est établi et la primogéniture permet de déterminer la succession. Après que le prince Louis-Frédéric Ier de Schwarzbourg-Rudolstadt ait rejoint le traité en 1710, il est confirmé en 1719 par l'empereur Charles VI.
Au cours du règle de Christian Guillaume, Schwarzbourg-Sondershausen se détache de la suzeraineté de l'Électorat de Saxe. Il rénove son Château de Sondershausen, remodelé à partir d'un style Renaissance pour un style Baroque. Un centre culturel dans le nord de le Thuringe est nommé d'après lui.

## Mariage et descendance
En 1672, Christian Guillaume est fiancé à la poète Ludmilla-Élisabeth de Schwarzbourg-Rudolstadt, mais elle meurt subitement plus tard cette année.
Il se marie le 22 août 1673 avec Antonie-Sibylle (1641-1684), fille du comte Albert-Frédéric Ier de Barby-Muhlingen (de), avec qui il a les enfants suivants :
- Antoine Albert (1674-1680)
- Auguste Guillaume (1676-1690)
- Gonthier XLIII de Schwarzbourg-Sondershausen (1678-1740), qui lui succède comme prince régnant de Schwarzbourg-Sondershausen (1720-1740)
- Sophie-Madeleine (1680-1751), épouse le comte George Albert de Schönbourg-Hartenstein (1673-1716)
- Christiane-Émilie de Schwarzbourg-Sondershausen (1681-1751) épouse le duc Adolphe-Frédéric II de Mecklembourg-Strelitz
- Albertine Louise (1682-1765)
- Antonie Sibille (1684)

Christian Guillaume se remarie en 1684, avec Wilhelmine-Christine de Saxe-Weimar (1658-1712), fille du duc Jean-Ernest II de Saxe-Weimar, avec qui il a les enfants suivants :
- Johanne Auguste (1686-1703)
- Christiane Wilhelmine (1688-1749)
- Henri XXXV de Schwarzbourg-Sondershausen (1689-1758), qui succède à son demi-frère Gonthier comme prince régnant de Schwarzbourg-Sondershausen (1740-1758)
- Auguste Ier de Schwarzbourg-Sondershausen (1691-1750), qui porte également le titre de prince de Schwarzbourg-Sondershausen, mais n"a jamais gouverné
- Ernestine Henriette (1692-1759)
- Rodolphe (1695-1749)
- Guillaume II (1699-1762)
- Christian de Schwarzbourg-Sondershausen (1700-1749), qui porte également le titre de prince de Schwarzbourg-Sondershausen, mais n'a jamais gouverné ; il épouse Sophie Christine Eberhardine, fille de Lebrecht d'Anhalt-Zeitz-Hoym